# Irina Davydova
Irina Davydova (Rusia, 27 de mayo de 1988) es una atleta rusa, especialista en la prueba de 400 m vallas en la que llegó a ser medallista de bronce europea en 2014.

## Carrera deportiva
En el Campeonato Europeo de Atletismo de 2014 ganó la medalla de bronce en los 400 m vallas, con un tiempo de 54.60 segundos, llegando a meta tras la británica Eilidh Child y la ucraniana Anna Titimets (plata con 54.56 segundos).